# 壬生六斎念仏踊り
壬生六斎念仏踊り（みぶ ろくさい ねんぶつおどり）とは、六斎念仏踊り（芸能六斎）という郷土芸能のうち、京都市中京区の壬生に伝わるものである。国から重要無形民俗文化財に指定されている。

## 概要
数種の太鼓や鉦と、篠笛を駆使して、地歌や長唄等に取材した曲を演奏するほか、獅子舞の碁盤乗りといった曲芸的な技も披露するなど、様々な趣向で舞台を構成する。
上演主体は、「壬生六斎念仏講中」という地域の有志者団体である（壬生狂言を行う「壬生大念仏講中」とは別組織）。講衆は揃いの浴衣姿が基本で、出し物によって扮装を変える。
年中行事は、主として8月の盂蘭盆の時期に集中し、
- 8月9日の精霊迎え火
- 同16日の精霊送り火
- 同23日の地蔵盆

に、壬生寺で万灯供養会の灯明を背景に奉納される慣わしである（但し現在は9日のみ継続）。元々は本堂上一隅で行われていたが、昭和37年の本堂焼失後は境内特設舞台にて演じられるようになった。
活動は上記のほか、出張公演を度々行っている。これは必ずしも一般に公開されるものばかりでなく、個人や企業から招待されて数曲演じるものを含む。講中は近世以前より、元来このような性質の素人芸能集団であった。
元々六斎念仏とは踊念仏の流れを汲む信仰行事であり、今なおその形式で継承されているものが全国各地で見られるが、京洛近郊ではこれが近世に入って娯楽化し、壬生六斎念仏踊りのような芸能となって伝わったものである。同様の芸態は、京都市内に壬生のほか9団体で伝承されている。
なお、同講中は京都の祇園祭に綾傘鉾の囃子方として参加している。これは、壬生村の者が江戸時代より同鉾に奉仕する慣わしであり、講中に伝わる「祇園囃子」や棒振りの芸もその囃子等を継受したものであるという歴史的経緯を踏まえてのことである。

## 演目一覧
1. 発願（ほつがん） - 念仏
2. 鉄輪（かなわ）
3. 四季（しき）
4. 海士（あま）
5. 四ツ太鼓（よつだいこ）
6. 祇園ばやし（ぎおんばやし） - 棒振りを含む
7. 願人坊主（がんにんぼうず）
8. 手毬唄（てまりうた）
9. 越後獅子（えちごじし）
10. 獅子舞（ししまい） - 太鼓獅子、獅子の碁盤乗り、土蜘蛛を含む
11. 結願（けちがん） - 念仏